# Charles Butterworth (Schauspieler)
Charles Butterworth (* 26. Juli 1896 in South Bend, Indiana; † 14. Juni 1946 in Los Angeles, Kalifornien) war ein US-amerikanischer Filmschauspieler und Broadway-Darsteller.

## Leben
Charles Butterworth studierte an der Notre Dame Law School Jura, um dann in den Bereich Journalistik zu wechseln. Kurzzeitig arbeitete er als Journalist. Zunächst machte er sich als Broadway-Schauspieler einen Namen und spielte in Produktionen wie Allez Oop (1927), Good Boy (1928) oder Sweet Adeline (1929), die ihn zu einem bedeutenden Theaterdarsteller machten. 1929 gab er sein Filmdebüt und schaffte 1930 seinen Durchbruch mit The Life of the Party. Fortan war Butterworth zumeist in substanziellen Nebenrollen zu sehen, mehrfach als eher komisch wirkender Freund der Hauptfigur. In dem Musicalfilm Schönste, liebe mich gab er 1932 den chancenlosen Verehrer von Jeanette MacDonalds Hauptfigur. Ende der 1930er Jahre begann sein Stern zu sinken und Butterworth spielte meist nur noch in zweitklassigen Produktionen. Sein letzter Film war Dixie Jamboree aus dem Jahr 1944.
Er führte einige Zeit mit Natalie Schafer eine Beziehung. Enge Freunde von ihm waren der Autor Corey Ford und der Humorist Robert Benchley. 1946 starb Butterworth im Alter von 49 Jahren bei einem Autounfall auf dem Sunset Boulevard.

## Filmografie (Auswahl)
- 1930: Ladies of Leisure
- 1931: Illicit
- 1931: Juwelenraub in Hollywood (The Stolen Jools)
- 1931: Manhattan Parade
- 1932: Schönste, liebe mich (Love Me Tonight)
- 1933: Penthouse
- 1933: Die Schule der Liebe (My Weakness)
- 1934: Hollywood Party
- 1934: Bulldog Drummond schlägt zurück (Bulldog Drummond Strikes Back)
- 1934: Heirate nie beim ersten Mal (Forsaking All Others)
- 1935: Magnificent Obsession
- 1936: Flucht in die Liebe (The Moon’s Our Home)
- 1936: Am großen Strom (Rainbow on the River)
- 1937: Swing High, Swing Low
- 1937: Jeder Tag ein Feiertag (Every Day’s a Holiday)
- 1939: Rivalen (Let Freedom Ring)
- 1940: The Boys from Syracuse
- 1940: Swing-Romanze (Second Chorus)
- 1941: Sis Hopkins
- 1942: Night in New Orleans
- 1943: This Is the Army
- 1944: Follow the Boys
- 1944: Dixie Jamboree